# Philipp II. (Falkenstein)
Philipp II. von Falkenstein (* unbekannt; † zwischen dem 29. Juni und dem 13. Dezember 1293) war ein Adliger des Hauses Falkenstein.

## Familie
Philipp II. von Falkenstein war ein Sohn von Philipp I. von Falkenstein und dessen Ehefrau Isengard von Münzenberg.
Aus seiner Ehe mit Wildgräfin Gisela von Kyrburg (Heirat vor dem 4. April 1266) gingen folgende Kinder hervor:
- Isengard von Falkenstein (* unbekannt; † 5. Februar 1304)[1]
- Gisela von Falkenstein (* unbekannt; † nach dem 1. Mai 1313)[4][5]
- Ulrich I. von Falkenstein (* unbekannt; † 1. November 1300)[4]
- Elisabeth von Falkenstein (* unbekannt; † nach 1293)[4]
- Philipp IV. von Falkenstein (* etwa 1282; † nach 1328)[1]

## Leben
Sein Vater nannte sich seit ungefähr 1220 – also schon vor der Geburt des Sohnes – Philipp I. von Falkenstein. Zuvor trat er als Philipp IV. von Bolanden in Erscheinung, denn die Herren von Falkenstein sind eigentlich eine Seitenlinie der Herren von Bolanden. Der ungefähr seit 1220 genutzte Name Falkenstein stammt von seiner Burg Falkenstein am Donnersberg. Die Familie verlagerte jedoch ihren Lebensmittelpunkt nach Hessen, da dem Vater ab 1255 durch seine Frau ein Sechstel des Münzenberger Erbes zufiel, darunter auch die Herrschaft Königstein, Assenheim und der Forst Dreieich. Der Vater beerbte im Jahr 1258 das Ministerialengeschlecht Münzenberg und damit die Landvogtei über die Wetterau und die Reichsvogtei im Dreieichforst. Damit wurde der neue Lebensmittelpunkt der Familie das Gebiet des Taunus.
Die erste bekannte urkundliche Erwähnung von Philipp II. stammt aus dem Jahr 1259.
Nach dem Tod seines Vaters erfolgte im Jahr 1271 die 1. Falkensteiner Teilung: Philipp II. begründete die Butzbacher Linie des Hauses Falkenstein; sein Bruder Werner I. von Falkenstein war der erste Herrscher der Licher Linie.